# Candollea (revista)
Candollea (abreviado Candollea), é uma revista com ilustrações e descrições botânicas que é editada pelo Conservatório e Jardim Botânico de Genebra. Foi precedida pela Annuaire du Conservatoire et du Jardin Botanique de Geneve. Candollea publica trabalhos científicos originais em francês,  alemão, espanhol, italiano ou em latim sobre a sistemática, a morfologia e a ecologia das plantas e sobre temas estreitamente relacionados com a fitotaxonomia. É publicada duas vezes por ano.